# Pol Mahieu
Pol Mahieu, né le 24 juillet 1944 à Ledeghem et mort le 26 mars 2022 à Rumbeke, est un coureur cycliste belge. Il évolue au niveau professionnel de 1968 à 1972.
En 1967, il fait partie de l'équipe belge, qui termine 6e du classement par équipes, lors de la Course de la Paix dont le vainqueur sera son coéquipier Marcel Maes.

## Palmarès
- 1967
  - Circuit Het Nieuwsblad espoirs
- 1968
  - 2e du Circuit du Westhoek-Mémorial Stive Vermaut
  - 2e de Gand-Staden
  - 2e de la Ruddervoorde Koerse
  - 3e du Zesbergenprijs Harelbeke
- 1969
  - Tour des Quatre-Cantons
  - 3e de Roubaix-Cassel-Roubaix
- 1970
  - Circuit de la région frontalière
  - 2e du Grand Prix Pino Cerami
  - 2e du Circuit de Flandre centrale
  - 3e du Grand Prix Marcel Kint

## Résultats sur les grands tours

### Tour de France
1 participation
- 1969 : abandon (10e étape)